# Lester Dent
Lester Bernard Dent (* 12. Oktober 1904 in La Plata, Missouri im Macon County; † 11. März 1959 ebenda) war ein US-amerikanischer Autor von Mystery-, Abenteuer- und Westerngeschichten, die teilweise auch Science-Fiction-Elemente enthielten. Bekannt wurde er auch in Deutschland durch seine Doc-Savage-Serie, die Anfang der 1970er auch auf Deutsch erschien, ursprünglich aber in den 1930er/40er Jahren als Pulp-Magazine unter dem Verlagspseudonym Kenneth Robeson publiziert wurde.

## Herkunft und Ausbildung
Dents Eltern waren der Landwirt Bernard Dent und Alice, geb. Norfolk, die vor ihrer Heirat als Lehrerin tätig gewesen war. Obwohl die Eltern eine Ranch in der Nähe von Pumpkin Buttes, Wyoming, wohnten, wurde Lester Dent in La Plata geboren, wo seine Mutter Unterstützung durch ihre Familie erhielt. Auf der Ranch wuchs Dent aufgrund der Abgelegenheit des Ortes ohne großen Freundeskreis auf. Erst 1919 zog die Familie nach La Plata, wo er seine Schulausbildung abschließen konnte.
1923 trat Dent in das Chillicothe Business College in Chillicothe ein, um Bankkaufmann zu werden. Als er feststellte, dass sich als Telegrafist bessere Verdienstmöglichkeiten ergeben, belegte er entsprechende Kurse. 1924 wurde er Telegrafist bei der Western Union in Carrollton. 1925 zog er nach Ponca City in Oklahoma, wo er für die Empire Oil and Gas Company arbeitete. Hier lernte er auch seine spätere Ehefrau Norma Gerling (* 13. Juli 1901) kennen. Das Paar heiratete am 9. August 1925.

## Karriere als Schriftsteller
1926 zog das Paar nach Chickasha, Oklahoma, um, wo Dent als Telegrafist für Associated Press arbeitete. Angeregt durch das Beispiel eines Arbeitskollegen, begann er Trivialliteratur für Pulp-Magazine zu schreiben, wofür er vor allem die Nachtschichten nutzte, in denen wenig Arbeit anfiel. Die erste verkaufte Story war die Abenteuergeschichte Pirate Cay, die im September 1929 im Top-Notch-Magazin erschien.
Aufgrund eines Angebots von Dell Publishing zogen die Dents Anfang 1931 nach New York um. Hier brachte sich Dent autodidaktisch die Schreibtechniken für die Pulps bei und lernte, schnell und effektiv zu arbeiten. 1932 nahm er ein Angebot Henry Ralstons von Street and Smith Publications für eine neue Abenteuerserie an, Doc Savage. Die erste Ausgabe des Magazins erschien im Februar 1933. Bereits nach einem halben Jahr gehörte Doc zu den zehn erfolgreichsten auf dem Pulp-Markt platzierten Magazinen.
1940 zog das Paar nach La Plata zurück, während Dent weiterhin für das Doc-Savage-Magazin schrieb. Nach der Einstellung von Doc schrieb Dent für andere Magazine, seine letzte zu Lebzeiten veröffentlichte Story war die Westernkurzgeschichte Savage Challenge, die am 22. Februar 1958 in der Saturday Evening Post erschien.
Dent erlitt im Februar 1959 einen Herzinfarkt und verstarb an dessen Folgen am 11. März. Er ist auf dem Friedhof von La Plata beerdigt.

## Privatleben
Dent interessierte sich außerordentlich für technische Neuerungen vor allem auf dem Gebiet der Elektrotechnik. Er besaß eine Pilotenlizenz sowie den Schoner Albatross, auf dem seine Frau und er lange Reisen an der nordamerikanischen Küste und in der Karibik unternahmen. Diese Erfahrungen flossen in seine schriftstellerischen Aktivitäten ein. Dent war auch Mitglied im Explorers Club.